# Israelitische Religionsgesellschaft (Karlsruhe)

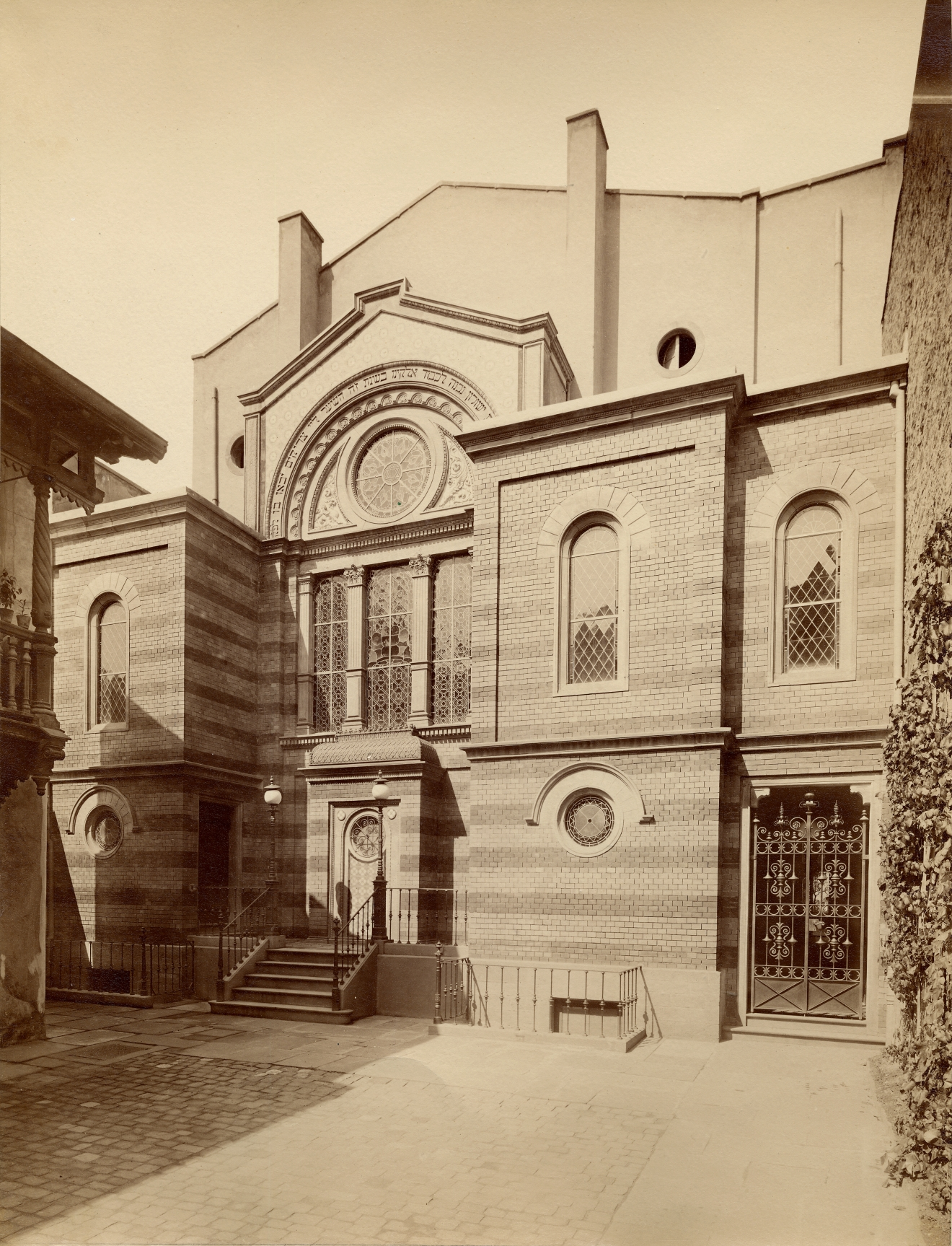
Synagoge der Israelitischen Religionsgesellschaft in Karlsruhe, Ende 19. Jh.

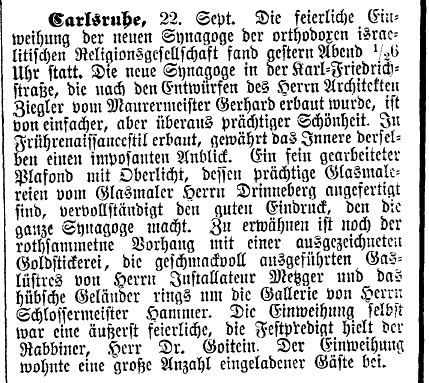
Bericht von der Einweihung im Israelit, 1881

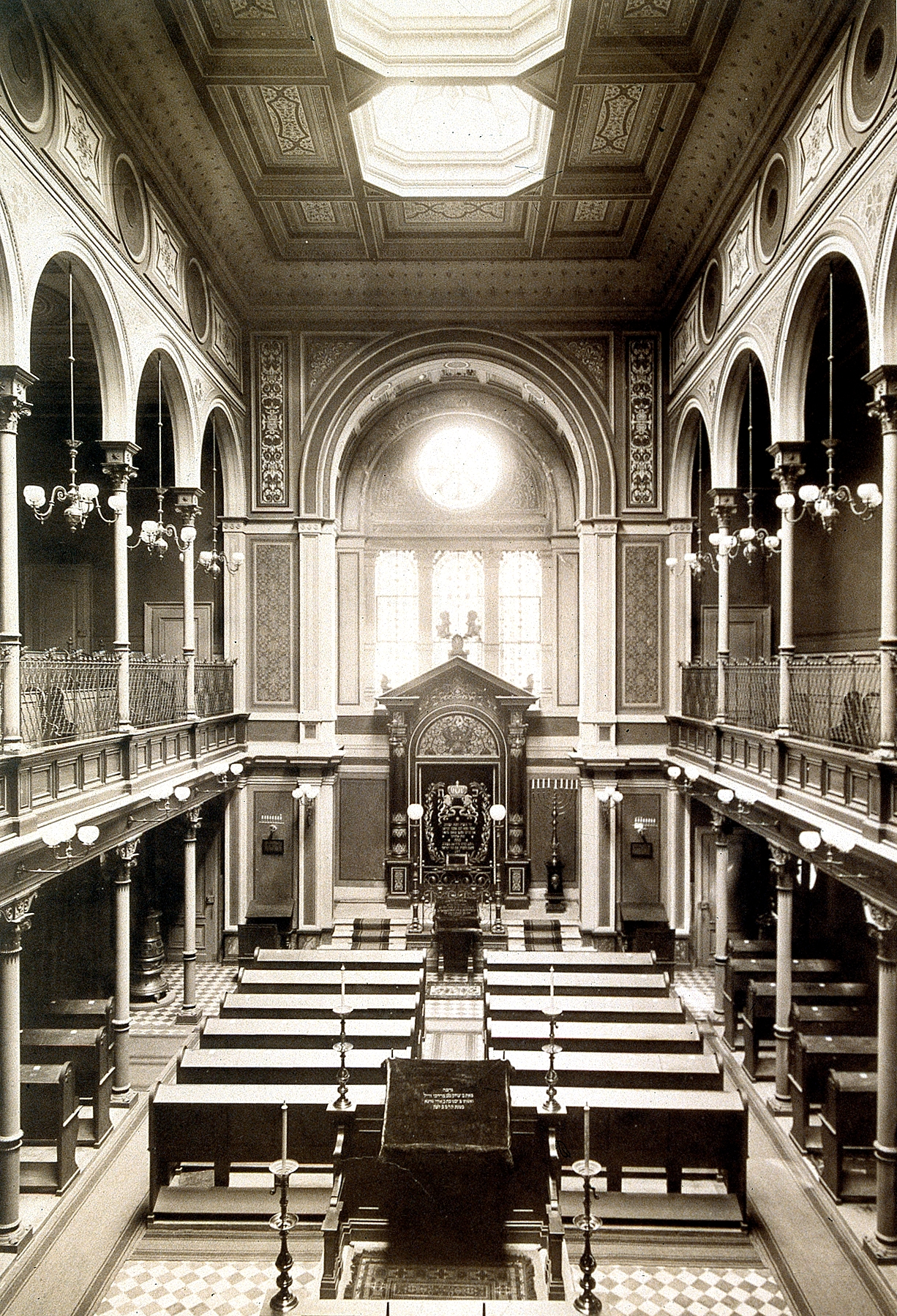
Inneres der Synagoge der Israelitischen Religionsgesellschaft in Karlsruhe, Ende 19. Jh.

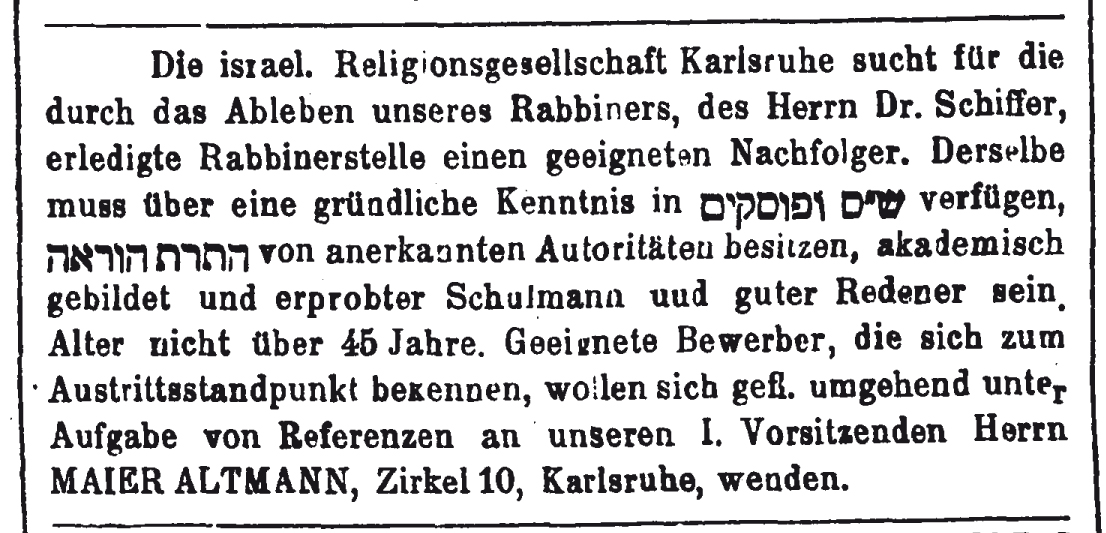
Anzeige für Rabbinerstelle, Jüdische Presse 1924

Die Israelitische Religionsgesellschaft Karlsruhe (auch Adass Jeschurun, עדת ישורון) war die einzige neu-orthodoxe jüdische Austrittsgemeinde in Baden nach dem Vorbild der Frankfurter orthodoxen Separatgemeinde unter Führung von Samson Raphael Hirsch. Ihre streng toratreuen Initiatoren wandten sich vehement gegen die von Reformströmungen praktizierten Neuerungen wie Orgelmusik und gemischten Chorgesang in der Synagoge, Änderungen im Gebetbuch oder z. B. die Feuerbestattung der Verstorbenen.

## Geschichte
Ein großes Vorbild für die orthodoxen Karlsruher Juden war Nathanael Weil, genannt Korban Nesanel, ab 1750 dortiger Oberlandrabbiner; sein Metakommentar zu den Mischna-Traktaten Mo'ed und Naschim ist bis heute Gemeingut. Ein Wegbereiter war der Karlsruher Gemeindeälteste Kaufman Wormser (gest. 1860), der mittels Privatstiftungen das Torastudium förderte und so seinem Schwiegersohn Jakob Ettlinger ab 1823 für einige Zeit die Leitung eines Lehrhauses in Karlsruhe ermöglichte. Bald darauf wurde Ettlinger zum Rabbiner in Altona berufen und machte sich als Verfechter der „modernen“ Orthodoxie einen Namen. Seine Schüler, allen voran Samson Raphael Hirsch entwickelten später das Konzept „Tora im derech eretz“ (hebräisch תורה עם דרך ארץ, sinngemäß: „Tora zusammen mit weltlicher Bildung“), dem auch die orthodoxe Fraktion in Karlsruhe bald folgte.
Nach jahrelangen Debatten um Reformen in Liturgie und Gemeindestrukturen kam es zwischen reformerisch Gesinnten und Strenggläubigen zum Bruch über die Frage des Einbaus einer Orgel, als die Synagoge in der Kronenstraße vergrößert und neu gestaltet werden sollte. Eine Gruppe von Mitgliedern um die Familien Wormser, Altmann, Ettlinger, Kaufmann, Straus, Weil u. a. widersetzten sich den – z. T. vom Protestantismus angeregten – Neuerungen. Als die liberale Mehrheit nicht nachgab, erklärte diese orthodoxe Fraktion 1869 ihren Austritt aus der Israelitischen Kultusgemeinde. Rahel Straus schilderte später die Ereignisse:
Ein Gutachten des Frankfurter Rabbiners Samson Raphael Hirsch bestärkte sie in ihrer gesetzestreuen Haltung, es kam zur Zivilklage. Zunächst schien es, dass die „Austrittler“ die Kultussteuern weiter an die Hauptgemeinde zahlen müssten. Der Verwaltungsgerichtshof hob jedoch ein entsprechendes erstinstanzliches Urteil auf und betonte „ungestörte Gewissensfreiheit“: Kein Badener könne zur Mitgliedschaft in einer religiösen Gemeinschaft rechtlich gezwungen werden.
Die Gruppe um den Mohel Baruch Hayum Wormser (1809–1872), Sohn des erwähnten Kaufman Wormser, gründete nun 1870 die Israelitische Religionsgesellschaft (Adass Jeschurun), behelfsmäßig in Form eines als Aktiengesellschaft verfassten religiösen Vereins und trat nun auch aus der Landessynagoge aus. Mit diesem weit reichenden Schritt war Karlsruhe im deutschsprachigen Raum in einer Pionierrolle. Manche Mitglieder der (zumeist liberalen) Mehrheitsfraktion nutzten die Vereine und die Religionsschule der Orthodoxen, in der Ausübung der jüdischen Religionsgesetze (der Halacha) und in rituellen Fragen gab es aber eine klare Trennung.

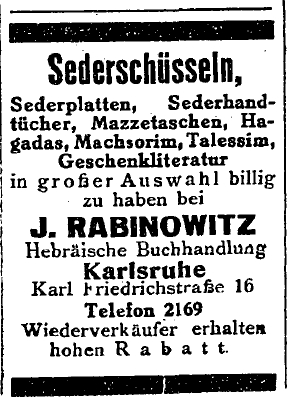
Zeitungsannonce im Israelit, 1925

Josef Altmann (1818–1874), seit 1849 Stiftsrabbiner in Karlsruhe, war als Mitglied des Oberrats der Israeliten Badens um Ausgleich bemüht, sah sich aber für seine Kompromissposition auch heftiger Kritik ausgesetzt. So griff ihn S. R. Hirsch in einem „Sendschreiben“ scharf an, weil er entgegen seiner hohen theologischen Kompetenz im Oberrat die Reformen gebilligt habe.
Zunächst hatten die ausgetretenen Familien für Minjan und Religionsunterricht Räume in der Ritterstraße 2 im Hause Ettlinger. Am 21. September 1881 wurde in der Karl-Friedrich-Straße 16 ein von Gustav Ziegler entworfener, eigener Synagogenbau eröffnet. Im aus der Weinbrenner-Zeit stammenden Vorderhaus waren u. a. Wohnungen sowie die Religionsschule untergebracht. Im Hof gab es nun, in schlichten Formen errichtet, ein großes Bethaus für etwa 200 Personen, mit „Winterschul“ (d. h. Wochentagsbetsaal) und Nebengebäude für die rituelle Schlachtung von Geflügel. 1890 kam im Synagogenhof noch ein neues rituelles Bad (Mikwe) hinzu.
Die Ausrichtung des Betsaals nach Osten brachte es mit sich, dass hinter dem Mittelrisalit der Toraschrein stand:

„Links war ein Treppenaufgang zur Galerie für Frauen, rechts der Eingang für Männer. Im Innern, neben dem Vorbeterpult, zu beiden Seiten, führten einige Treppen [Stufen] zum Aron HaKodesch, der in der Wand eingebaut war. In der Mitte war die Bimah (Estrade) mit dem Pult für die Vorlesung der Wochen-Sidra. […] Im Vorderhaus wohnte unser Kantor und Religionslehrer Herr Rabinowitsch s.A. Ein Teil seiner Wohnung diente dem jüdischen Kindergarten. Im 3. Stock wohnte der Rabbiner Dr. Michalski s.A.“

Zu den Errungenschaften gehörte auch in Karlsruhe neben dem in die traditionelle Raummitte versetzten Almemor (der erwähnten „Bimah“), dass Gebete und Toralesung nicht durch Gespräche oder lautes Kommen und Gehen gestört werden durften, oder dass die Trauungszeremonie nicht im Freien, sondern in der Synagoge stattfand. Rabbiner traten in Talar und Beffchen auf, verheiratete Frauen trugen Perücke (genannt: „Scheitel“). Die am Ort überlieferten, süddeutschen Bräuche mit manchen Elementen aus Osteuropa traten dadurch in den Hintergrund.
Die Karlsruher Religionsgesellschaft unterhielt u. a. den Israelitischen Kindergartenverein (Dr. Sinai Schiffer-Stiftung), einen Krankenpflege-, Darlehens- und Bestattungsverein Chevra Kadischa (Gmilut Chassadim), den 1872 angelegten Neuen Friedhof am Rintheimer Feld, einen 1876 gegründeten Jugend-Lernverein Chinuch Neorim, einen Wohltätigkeitsverein Dower Tow sowie eine Ortsgruppe der Esra (Agudas Jisroel-Jugend), einer Gruppe toratreuer Palästina-Pioniere. Ab den frühen 1920er Jahren nachweisbar, befanden sich im Vorderhaus der Israelitische Kindergarten und von 1923 bis 1928 die „Hebräische Buchhandlung“, geführt von Lehrer Isaak Rabinowitz.
An der Religionsschule (auch „Talmud Tora“), der eine Bibliothek angeschlossen war, unterrichteten in der Vorkriegszeit u. a. Dr. Michalski, Isaak Rabinowitz und Ekiba Leib Meyer. Abends und sonntags lernten Knaben und Mädchen gleichermaßen das „Alef-Beis“, die täglichen Gebete und ihre Übersetzung sowie Chumasch und arbeiteten sich bis zur Lektüre des unpunktierten Schulchan Aruch empor. Die älteren Knaben lernten bei Mendel Wiernik, David Kalisch und Pessach Pack auch Gemara. Die Noten der jährlichen Prüfungen gingen in das staatliche Schulzeugnis ein. Jedes Jahr zu Lag B’Omer machte die ganze Schule einen Ausflug, z. B. in den Schwarzwald.
Die vorzionistischen Ansiedlungen europäischer Juden in Palästina („Alter Jischuw“) hatten einen ihrer wichtigsten Unterstützer in dem Bankier Samuel Straus (1843–1904), einem Karlsruher Mitglied der Religionsgesellschaft:

„Straus verdankte Jerusalem den Bau von sieben Häusern in den Batei Machasseh und in der Nähe des Nablustores, zusammen mit dem Mainzer Rabbi Marcus Lehmann.“

„[Straus] hatte ein großes Haus angekauft zu Freiwohnungen für Talmudgelehrten […] Dortselbst eröffnete er eine Knabenschule […] für das Thorastudium; die Unterhaltung der Schule bestritt er aus eigenen Mitteln. Für die Pilgerwohnungen und das Hospital Schaare Zedek war er mit großem Eifer und großem Erfolge thätig […]“

Im Jahr 1890 umfasste die Kehilla etwa 95 zahlende Familienoberhäupter, im Jahr 1904 waren es etwa 100. Die meisten Mitglieder gehörten zum gehobenen Bürgertum. Die seit Ende des 19. Jahrhunderts aus Russland, Polen und Österreich-Ungarn zugewanderten „ostjüdischen“ Familien gehörten meist eher zur Alt-Orthodoxie und fanden nur vereinzelt zu den „Israeliten“, wie die Mitglieder der Austrittsgemeinde umgangssprachlich genannt wurden. Erst auf der Basis der Gesetze der Weimarer Republik wurde die IRG in Karlsruhe 1922 als Körperschaft des öffentlichen Rechts anerkannt und damit z. B. steuerlich anderen Religionsgemeinschaften gleichgestellt.
Einer der prägendsten und bekanntesten Vertreter der Karlsruher Austrittsorthodoxie war Maier ha-Cohen Altmann (1852–1932), Sohn des Oberrats Josef Altmann und Weinhändler am Zirkel. 48 Jahre lang war er im Gemeindevorstand, davon die letzten Jahrzehnte als Parnas. Postum erhielt er den Titel des Morenu. Weitere Mitglieder des Vorstands waren (im Jahr 1927): Jakob Ettlinger jr., Kaufman Ettlinger, Emil Kaufmann, Philipp Süß, Leopold Schwarz und Dr. Wilhelm Weil. Markus Stern als Verwalter des Fonds Keren HaTora und Elias Krotowsky als Gabbai gehörten ebenfalls zu den Prominenten der Gemeinde.
Ab Herbst 1936 bestand in der Karlsruher Lidellschule in der Markgrafenstraße 28 eine „Jüdische Schulabteilung“ mit acht Klassen für die über 200 aufgrund der Rassengesetze aus den regulären Schulen ausgeschlossenen Kinder. Die verantwortliche Schulkommission war paritätisch mit Delegierten der liberalen Gemeinde und der orthodoxen Religionsgesellschaft besetzt. Die Orthodoxie war dort mit Rabbiner Michalski, Jakob Altmann und dem Arzt Wilhelm Weil vertreten; im Kollegium u. a. durch Max Ottensoser.
Bei den Novemberpogromen wurde die Synagoge am 10. November 1938 früh am Morgen von Angehörigen der SA in Brand gesetzt. Die Feuerwehr stellte fest, dass große Mengen Benzin in das Gebäude geschüttet worden waren. Raw Abraham Michalski versuchte noch, Torarollen und andere Sakralgegenstände zu retten, wurde aber – ebenso wie Lehrer Rabinowitz – in „Schutzhaft“ genommen und in den Tagen darauf zusammen mit vielen anderen jüdischen Männern in das KZ Dachau verschleppt. Die ausgebrannte Ruine musste auf Anordnung der Behörden auf Kosten der Gemeinde abgerissen werden.
Das Gemeindemitglied Karl Kaufmann konnte im Brandschutt der Synagoge verbrannte, beschädigte und auch intakte Torarollen ausgraben und erhielt zum Dank vom Vorstand der Gemeinde eine davon zum Geschenk. Über die zerstörten heiligen Bücher heißt es im Register des Neuen [Israelitischen] Friedhofs unter dem Datum 1. Januar 1939 (d. i. 10. Tewet 5699), es „[…] wurden die am 10. Novbr. 1938 durch den Synag. Brand notgelittenen Thorarollen und Schemos [Schriften, die den Gottesnamen enthalten] begraben“.
Aus Dachau entlassen, gelang es Rabbiner Michalski und Lehrer Rabinowitz, auf Umwegen in das Mandatsgebiet Palästina einzuwandern und in Tel Aviv bei der kleinen Gemeinde Adat Jeschurun ihre Tätigkeit wieder aufzunehmen.
Eine Gedenktafel am heutigen G.-Braun-Medienhaus auf dem Gelände der ehemaligen Synagoge erinnert an den verschwundenen Bau.

## Rabbiner, Lehrer und Kantoren (unvollständig)
- Gumpel (Ephraim) Thalmann (1809–1880) und Nathanael Weil jr. (1818–1892), beide Stiftsrabbiner bis etwa 1874
- Herz Naftali (Heinrich) Ehrmann (um 1850–1918), Rabbiner von 1874 bis 1876, Schriftsteller unter Pseudonym „Judaeus“
- Gabor (Gedalja) Goitein (1848–1883), Rabbiner von 1877 bis 1883
- Bernhard (Naftali) Blumgrund (1862–1905), Stiftsrabbiner von etwa 1896 bis 1905
- Samuel Würzburger (1818–1902), Vorbeter, Schächter und Lehrer von 1879 bis 1889
- Simon Mansbach (1820–1905), Toraschreiber und „Kinderlehrer“[30] von 1888 bis 1905
- Jacob Kramer (um 1876–1921), Stiftsrabbiner und Lehrer von 1905 bis 1921
- Sinai Schiffer (1852–1923), Rabbiner von 1884 bis 1923
- Eduard (Chaim) Biberfeld (1864–1939), Stiftsrabbiner und Lehrer von 1900 bis 1901
- Israel Baruch Kwiatkowsky, genannt Israel Baruch (1863–1932), Vorbeter und Schächter
- Jehuda Leib (Ekiba) Meyer (1859–1930), Stiftsrabbiner, Lehrer und Dayan
- Isaak (Itzhak) Rabinowitz (1882–1968), Lehrer und Vorbeter von 1923 bis Ende 1938
- Abraham Jechiel (Julius) Michalski (1889–1961), Rabbiner von 1923 bis Ende 1938.

## Bekannte Zöglinge und Mitglieder (Auswahl)
- Mordechai Breuer (1921–2007), 1933 emigrierter Tora-Gelehrter
- Sara Lupolianski geb. Landau (1882–1942), Holocaust-Opfer, Namensgeberin der Wohltätigkeitsorganisation Yad Sarah
- Leopold Plachzinski (1875–1938), Sänger am Karlsruher Hoftheater
- Sigmund Seeligmann (1873–1940), Historiker und Bibliograph
- Rahel Straus geb. Goitein (1880–1963), Ärztin und Frauenrechtlerin
- Raphael Straus (1887–1947), Historiker
- Samuel Straus (1843–1904), Bankier und Philanthrop, Enkel des Baal Schem von Michelstadt
- Moritz Wormser (1867–1940), Arzt und Dramatiker
- Raphael Wormser (ca. 1839–1901), Gemeindevorsteher (Parnas) und Mohel